# 艾莉雅·阿特金森
艾莉雅·阿特金森（Alia Shanee Atkinson，1988年12月11日—）是一位牙买加女子游泳运动员和奥运选手，擅长蛙泳。在喀山举办的2015年世界游泳锦标赛上，她赢得50米蛙泳银牌、100米蛙泳铜牌。